# Давыдово (Раменский район)
Давы́дово — село в Раменском муниципальном районе Московской области. Входит в состав сельского поселения Ульянинское. Население — 187 чел. (2010).

## Название
В писцовой книге 1577 года упоминается как деревня Давыдова-Баламутова, с момента строительства церкви в 1791 году — село Знаменское, Давыдово тож, с начала XX века закрепилось название Давыдово. Оба первоначальных названия по владельцам деревни, позднее Знаменское по церкви Знамения Пресвятой Богородицы.

## География
Село Давыдово расположено в южной части Раменского района, примерно в 27 км к югу от города Раменское. Высота над уровнем моря 117 м. Село находится на слиянии рек Отра и Ольховка. Ближайший населённый пункт — село Ульянино.

## История
В 1926 году село являлось центром Давыдовского сельсовета Ульяновской волости Бронницкого уезда Московской губернии.
С 1929 года — населённый пункт в составе Бронницкого района Коломенского округа Московской области. 3 июня 1959 года Бронницкий район был упразднён, село передано в Люберецкий район. С 1960 года в составе Раменского района.
До муниципальной реформы 2006 года село входило в состав Ульянинского сельского округа Раменского района.

## Население
| 1926 | 2002 | 2010 |
| ---- | ---- | ---- |
| 581  | ↘88  | ↗187 |

В 1926 году в селе проживало 581 человек (245 мужчин, 336 женщин), насчитывалось 111 хозяйств, из которых 109 было крестьянских. По переписи 2002 года — 88 человек (40 мужчин, 48 женщин).